# 朗子厦
朗子厦是西藏噶厦政权的监狱遗址，位于西藏自治区拉萨市城关区八廓办事处八廓北街14号（北端）。南倚大昭寺。始建于17世纪五世达赖喇嘛时期，1959年3月关闭。面积720平方米，平顶。高三层，第一层关押重犯，第二层关押轻犯和女犯；第三层是审判处和狱卒住地。门前的宣判台，是原来执行死刑的地点。2014年按照修旧如旧的原则，使用传统工艺进行修缮。1996年列为西藏自治区文物保护单位。